# فريدة حدوش
فريدة حدوش (ولدت عام 1959 في الجزائر العاصمة) هي سياسية جزائرية. وهي عضو في حزب جبهة التحرير الوطني في منطقة الجزائر. [محل شك]كانت وزيرة الاتصالات في حكومة بلخادم الأولى (25 مايو 2006 - 4 يونيو 2007) والثانية (4 يونيو 2007-24 يونيو 2008).